# Port lotniczy Gangneung
Port lotniczy Gangneung (IATA: KAG, ICAO: RKNN) – wojskowy port lotniczy położony w mieście Gangneung, w Korei Południowej.